# Gnamptogenys menadensis
Gnamptogenys menadensis är en myrart som först beskrevs av Mayr 1887.  Gnamptogenys menadensis ingår i släktet Gnamptogenys och familjen myror. Inga underarter finns listade i Catalogue of Life.